# El Castelló (Castellar del Vallès)
El Castelló és una muntanya de 579 metres que es troba al municipi de Castellar del Vallès, a la comarca del Vallès Occidental.